# Globe Theatre (Boston, 1871)

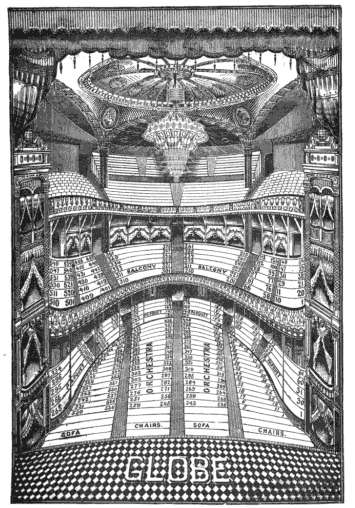
Illustration par James Henry Stark, 1883.

Le Globe Theatre est un théâtre situé à Boston, dans le Massachusetts, créé en 1867 et renommé en 1871 par Arthur Cheney qui le dirige jusqu'en 1876,. 
À l'origine, le théâtre se nommait Selwyn's Theatre, sa construction avait été lancée par l'acteur britannique  John H. Selwyn,,. Après un incendie le 30 mai 1873, le Globe rouvre au même endroit le 3 décembre 1874,. L'architecte B.F. Dwight conçoit le nouveau bâtiment,. De 1877 à 1893 John Stetson en est le propriétaire,,,. Le théâtre brûle pour la seconde fois le 2 janvier 1894,.